# Nicolae de Hurmuzaki
Baronul Nicolae de Hurmuzaki, germană Nikolaus Freiherr von Hormuzaki, (n. 19 martie 1826, Cernăuca, Cernăuți - 19 septembrie 1909, Cernăuca), a fost un  politician și patriot român, deputat al Consiliului Imperial (Reichsrat) precum membru de onoare a Academiei Române.

## Origini și familie

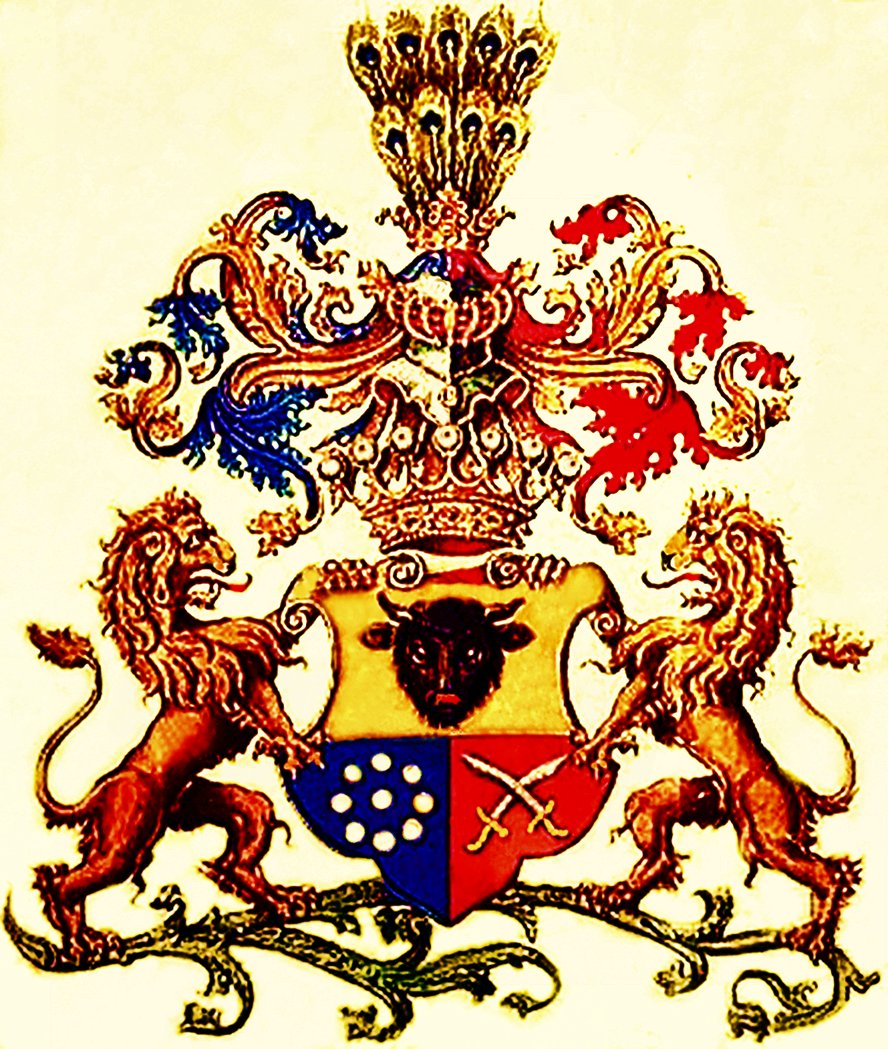
Stema baronilor Hurmuzaki din 1881

Nicolae a fost descendent al unei vechi familii fanariote din Principatul Moldovei, fiind fiul lui Doxaki Hurmuzachi (1782–1857). El a fost căsătorit cu Natalia de Stârcea (Styrczea). Soții au avut doi feciori, pe Constantin Nicolae, jurist și cunoscut entomolog român precum și pe Alexandru, politician româno-austriac, membru al Camerei Superioare a Imperiului Austriac și ultimul căpitan (mareșal) al Ducatului Bucovinei.

## Biografie

Frații Hurmuzachi. În picioare, de la stânga la dreapta: Nicolae, Constantin, Alexandru. Așezați, de la stânga la dreapta: Eudoxiu, Gheorghe.

Întru-n document din martie 1885, Nicolae este menționat moșier ale domeniilor Perzulivca, Dimca și Volcineț în Bucovina.
Pe 23 aprilie 1873, s-a constituit „Banca de Credit a Bucovinei” la Cernăuți. Printre acționarii principali se afla Nicolae  împreună cu, intre alții, fratele său Eudoxiu precum  Gheorghe cavaler de Flondor și Victor baron de Stârcea.
Nicolae și fratele său Gheorghe, au primit titlul de baroni austrieci pe 20 iulie 1881 (Diploma la Viena, 2 octombrie 1881) pentru ei, și urmași lor legitimi, în calitate de moșieri mari și deputați al Consiliului Imperial (Reichsrat).
Prim-ministrul Austro-Ungariei, în calitate de șef al Ministerului de Interne, a acordat, la 15 octombrie 1883, în înțelegere cu ministerele de resort, printre alții, lui Alexandru baron Wassilko de Serecki, Victor și fratelui său Eugen baroni de Stârcea, Nicolae Baron de Hurmuzaki, dr. Nicolae cavaler de Grigorcea, dr. Ioan cavaler de Zotta precum direcțiunii fondurilor de religie ortodoxă bucovinene, permiterea înființării unei societăți pe acțiuni (S. A.) sub numele de "Asociația de Petrol Bucovina" cu sediul în Cernăuți și a aprobat statutele acesteia.
Nicolae de Hurmuzaki a fost membru de onoare al Academiei Române.